# Dennis Lyxzén

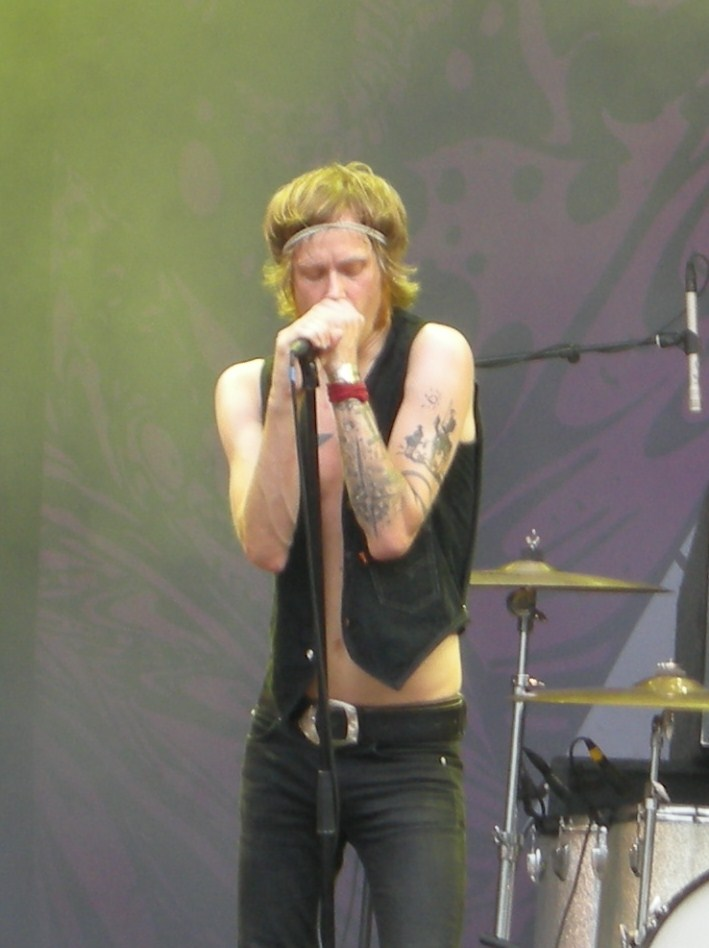
Dennis Lyxzén på scen med The (International) Noise Conspiracy på Sonisphere 2009.

Sven Olov Dennis Lyxzén, född 19 juni 1972 i Vännäs, Västerbottens län,  är en svensk sångare och låtskrivare. Han har varit frontfigur i flera band, bland annat Refused, The (International) Noise Conspiracy och Invasionen (INVSN).
Han är även förknippad med sina ställningstaganden som straight edge, vegan/vegetarian och marxist. Lyxzén definierar sig dock numera inte som straight edge.

## Karriär
Lyxzén växte upp i Vännäs. Första bandet Lyxzén figurerade i var Afro Jetz som sångare och basist. Första släppet var en demokassett med hardcorebandet Step Forward, som sedan ombildades till det mycket mer inflytelse- och framgångsrika Refused. Under sin tid i Refused blev han bekant som företrädare för bland annat veganism i svenska medier. Han drev då också skivbolaget Desperate Fight Records som helt koncentrerade sig på straight edge-hardcore. Sedan Refused splittrades 1998 har han sjungit i banden The (International) Noise Conspiracy, Invasionen, som började som ett sidoprojekt under namnet The Lost Patrol, och AC4.
I den australiska dokumentärfilmen "A few minutes with AC4" berättar Lyxzén själv hur han alltid försöker ge allt på scen, oavsett om det är 4 eller 25 000 personer i publiken. 
Dennis Lyxzén har medverkat i TV-programmet Debatt där han argumenterade för piratkopiering av musik på internet. Han har även suttit med i panelen till TV-programmet Studio Pop under en säsong.
Tillsammans med bland annat Inge Johansson från The (International) Noise Conspiracy och Stefan Granberg från Randy driver Lyxzén skivbolaget Ny våg Records, och en punkklubb med samma namn som brukade arrangeras på krogen Scharinska i Umeå.
Lyxzén blev utsedd till Sveriges sexigaste man i tidningen Elle 2004.

## Band och musiksamarbeten
- Afro Jetz - sång, bas (1987 – 1989)
- Garbage Pailkids - bas (1989 – 1991)
- Step Forward - sång (1989 – 1991)
- Refused - sång (1991 – 1998, 2012 - )
- Final Exit - bas, under namnet D-Rp (1994 – 1997)
- By No Means - gitarr (?)
- 98 Million Miles From the Sun - sång, gitarr (1997 – 1998)
- The (International) Noise Conspiracy - sång (1998 – 2009)
- The Lost Patrol Band - sång, gitarr (1999 – 2003)
- Invasionen - sång, gitarr (2004 – idag)
- Instängd - trummor, under namnet Tobbe (2007 – 2013)
- AC4 - sång (2008 – 2013)
- The Bloody Beetroots - sång (gäst 2011)
- Håll det äkta - sång (gäst, 2011)
- Fake Names - sång (2020 - )